# Аппалуза (фильм, 2008)
«Аппалуза» (англ. «Appaloosa») — кинофильм, вестерн режиссёра Эда Харриса по одноимённому роману Роберта Б. Паркера. Слоган фильма — Feelings get you killed («Чувства убьют тебя»). Мировая премьера состоялась 5 сентября 2008 года. Рейтинг MPAA: детям до 17 лет обязательно присутствие родителей.

## История создания
Эд Харрис купил права на экранизацию и попросил самого автора написать сценарий. Съёмка началась 1 октября 2007 года в Нью-Мексико. На главную женскую роль сначала взяли Дайан Лэйн, но она выбыла из проекта, когда производство фильма приостановилось. Продюсеры New Line не верили в успех фильма, так как зритель терял интерес к вестернам. К тому же на фоне блокбастера «Тёмный рыцарь» фильм выглядел менее зрелищным. Только когда ремейк «Поезда на Юму» оказался успешным, съёмки возобновились, но уже с Рене Зеллвегер.

## Сюжет
В 1882 году маленький западный городок Аппалуза, штат Нью-Мексико, терроризирует местный хозяин ранчо Рэнндалл Брэгг (Джереми Айронс), хладнокровно убивший шерифа Джека Белла (Роберт Хауреги) и двух его помощников, когда те прибыли арестовать двух работников ранчо Брэгга. Власти городка решаются нанять блюстителя закона Вёрджила Коула (Эд Харрис) и его помощника Эверетта Хитча (Вигго Мортенсен) для защиты городка и восстановления порядка. Ради этого власти даже согласны наделить Коула и Хитча неограниченными полномочиями. Восстановления порядка они начинают со стычки с четвёркой людей Брэгга, бесчинствующих в салуне. Трое из них отказываются повиноваться, выхватывают оружие и Коул убивает двоих из них, третьего убивает Хитч. Оставшийся сдаёт Хитчу оружие и бежит из салуна. После этого Брэгг наведывается к Коулу с группой своих людей. Ни одна сторона не собирается уступать другой, но пока всё обходится без кровопролития.
Вскоре в город приезжает вдова Элли Френч (Рене Зеллвегер) и заводит отношения с Коулом. Тем не менее, Элли оказывается распутной и в какой-то момент, оставшись наедине с Хитчем, начинает страстно его целовать. Но Хитч — верный друг Коула — отвергает её. Из жалости к чувствам друга Хитч не рассказывает об этом Коулу. Лишь ближе к концу ленты Элли пытается обвинить Хитча в домогательствах, но Коул хорошо разбирается в людях и понимает, что она лжёт, при этом он продолжает её любить. Любовь Коула к ней оказывается столь прочной, что он прощает ей все шалости и шатания. Эта женщина определённо слаба, но Коул остаётся с ней потому, что прежде он знал среди женщин лишь шлюх и скво, а Элли столь чистоплотна, умна, прилично играет на пианино и отличная любовница. Так что он остаётся безнадёжно привязанным к ней на протяжении всего фильма.
Когда один из людей Брэгга рассказывает Коулу и Хитчу, что готов присягнуть в том, что видел как Брэгг застрелил старого шерифа и его помощников, они арестовывают хозяина ранчо и отдают под суд. Суд признаёт Брэгга виновным и приговаривает к казни через повешение. По дороге на казнь поезд с Брэггом и блюстителями порядка останавливается, и братья-стрелки Ринг и Мэкки Шелтоны (Лэнс Хенриксен и Адам Нельсон), угрожая жизни Элли, освобождают Брэгга.
Коул и Хитч преследуют преступников и узнают, что Элли вовсе не заложница, когда видят её с Рингом Шелтоном плещущимися обнажёнными в ручье. После короткой стычки с индейцами чирикауа-апачи они снова арестовывают Брэгга и доставляют в ближайший городок, Бовиль. Но Коул не знает, что местный шериф Расселл (Аргос Маккаллум) — двоюродный брат Шелтонов. Понимая, что Коул намерен довести Брэгга до виселицы, Ринг и Мэкки (при поддержке шерифа) освобождают Брэгга и вызывают Коула и Хитча на перестрелку. Оба блюстителя закона ранены, но успевают убить Ринга, Мэкки и Рассела. Однако они не в силах помешать Брэггу ускакать. Вместе с Элли они возвращаются в Аппалузу.
Некоторое время спустя Брэгг получает полное помилование от президента Честера Артура (оказывается, Брэгг и Артур работали прежде) и возвращается в Аппалузу. Он делает вид, что всё изменилось и он теперь другой человек. Он покупает отель и старается создать хороший имидж. Коул и Хитч подозревают Брэгга в незаконной деятельности, мол, деньги свои он получил не из серебряной жилы, а ограбив транспорт с золотом в Мексике. Хитч также узнает, что у Брэгга есть тайные отношения с Элли. Не имея возможности разобраться с Брэггом законным путём, при этом желая вернуть Элли к Коулу, Хитч слагает с себя полномочия помощника шерифа и вызывает Брэгга на дуэль перед лицом Коула. Убив Брэгга, Хитч покидает городок и на прощание желает, чтобы Коул нашёл своё счастье со столь непостоянной Элли.

## В ролях
| Актёр           | Роль          |
| --------------- | ------------- |
| Эд Харрис       | Вёрджил Коул  |
| Вигго Мортенсен | Эверетт Хитч  |
| Рене Зеллвегер  | Эллисон Френч |
| Джереми Айронс  | Рэндалл Брэгг |
| Лэнс Хенриксен  | Ринг Шелтон   |
| Ариадна Хиль    | Кейти         |
| Тимоти Сполл    | Фил Олсон     |
| Джеймс Гэммон   | Эрл Мэй       |

## Интересные факты
- Судью Каллисона сыграл отец Эда Харриса Боб Л. Харрис[3];
- Роль адвоката Брэгга исполнил сын автора оригинального романа «Аппалуза»;
- Ряд саундтреков к фильму исполнили главные герои: Рене Зеллвегер («Goodbye, Old Paint»)[4] и Эд Харрис («You’ll Never Leave My Heart», «Ain’t Nothin' Like A Friend»);
- Роли двух головорезов Брэгга исполнили каскадёры Фредди Хайс и Нил Саммерс, ранее сыгравшие вместе подручных Кларенса Боддикера в фильме «Робокоп»
- Это уже второй фильм, в котором снялись одновременно Вигго Мортенсен и Ариадна Хиль (их первым фильмом был  «Капитан Алатристе»)